# Arbeitsverdienstorden (Italien)

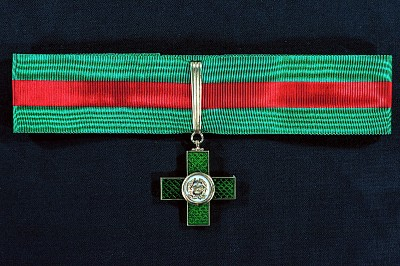
Insigne eines Ritters der Arbeit in der von der Italienischen Republik verliehenen Form

Der Arbeitsverdienstorden (italienisch Ordine al Merito del Lavoro) ist eine vom Königreich Italien eingeführte Auszeichnung, die heute vom Präsidenten der Italienischen Republik verliehen wird.
Sie ist jenen italienischen Bürgern gewidmet, die in den Bereichen Industrie, Landwirtschaft, Handel, Tourismus, Dienstleistungen, Handwerk, Kredit- und Versicherungswesen außerordentliche Verdienste erworben haben, insbesondere in Hinblick auf soziale Aspekte. Ein Träger des Ordens ist berechtigt, den Titel Ritter der Arbeit, italienisch Cavaliere del Lavoro, zu führen.

## Aussehen des Ordens

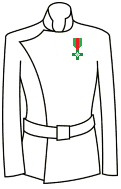
Zu Zeiten der Monarchie wurde das Kreuz auf der linken Seite der Brust getragen.

Der Orden besteht aus einem grün glasierten goldenen Kreuz, in dessen Mitte ein rundes Schild angebracht ist; es zeigt auf einer Seite das Wappen der Republik Italien, auf der anderen Seite die Aufschrift al merito del lavoro – 1901 („dem Verdienst der Arbeit – 1901“). Zu Zeiten der Monarchie wurde das Kreuz auf der linken Seite der Brust getragen, befestigt an einem grün-rot-grün gestreiften Band. In der Italienischen Republik wird das Kreuz um den Hals getragen, das Ordensband ist unverändert grün-rot-grün gestreift.

## Geschichte
Im Jahr 1901 verfügte König Viktor Emanuel III. die Schaffung eines Ritterlichen Landwirtschafts-, Industrie- und Handelsverdienstordens (Ordine Cavalleresco al Merito Agrario, Industriale e Commerciale). Diese Einführung ging auf einen Vorschlag des damaligen Ministerpräsidenten und Ministers (ad interim) für Landwirtschaft, Industrie und Handel Giuseppe Zanardelli zurück. 1921 erfolgte eine Umbenennung der Auszeichnung in Arbeitsverdienstorden (Ordine al merito del lavoro).
Eine deutliche Restriktion, sowohl was die Anzahl der Ausgezeichneten anging als auch hinsichtlich der erforderlichen Verdienste, wurde 1923 beschlossen. 1934 erfolgte eine weitere Senkung der Anzahl der jährlichen Neu-Ritter, ihre Anzahl wurde auf 25 festgesetzt.
Trotz der Abschaffung der Monarchie entschieden sich die Abgeordnetenkammer und der Senat der Italienischen Republik 1952 für die Beibehaltung des Ordens, da in einer – laut Artikel 1 der Verfassung – auf Arbeit gegründeten Republik gerade Arbeit zu Ehre und ritterlichem Ansehen gereiche. Im Jahr 1986 erfolgte schließlich die bisher letzte Überarbeitung des Vergabeprozederes: Es wurden das Kriterium einer makellos gesitteten und sozialen Lebensführung neu hinzugefügt, der Ermessensspielraum des vorschlagenden Ministers eingeschränkt und die Auszeichnung nicht-italienischer Staatsbürger ermöglicht.

## Auswahl der Auszuzeichnenden
Jedes Jahr erstellt der Minister für Wirtschaftswachstum in Zusammenarbeit mit den Ministern für Land- und Forstwirtschaft und Äußeres eine Liste von Kandidaten in den fünf Bereichen (a) Landwirtschaft, (b) Industrie, (c) Handel, Tourismus und Dienstleistungen, (d) Handwerk und (e) Kredit- und Versicherungswesen. Zentrale Voraussetzung für eine mögliche Auszeichnung sind außerordentliche Verdienste um die Nation. Anschließend kommt es zu Konsultationen mit dem Consiglio dell’Ordine al Merito del Lavoro (Rat des Arbeitsverdienstordens) der sich aus Vertretern verschiedener Ministerien, Interessenvertretungen und der Federazione Nazionale dei Cavalieri del Lavoro (Nationaler Verband der Ritter der Arbeit) zusammensetzt. Nachdem dieser Rat über die Vorschläge abgestimmt hat, wählt der Minister für Wirtschaftswachstum jene Kandidaten aus, die er dem Präsidenten der Republik zur Auszeichnung vorschlägt.
Im Gesetz Nr. 194 aus dem Jahr 1986 wird folgender Kriterienkatalog genannt, den ein Kandidat erfüllen sollte:
- eine makellos gesittete und soziale Lebensführung,
- eine mindestens zwanzigjährige, kontinuierliche Tätigkeit in einer Verantwortungsposition,
- eine Erfüllung sämtlicher Steuer- sowie Fürsorge- und Sozialpflichten zum Wohle der Arbeiter,
- eine Absenz von jeglicher für Italien schädlicher Wirtschafts- und Handelstätigkeit.

## Die Ritter der Arbeit

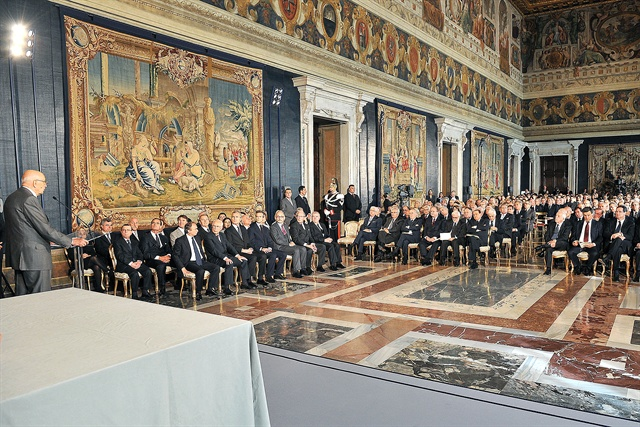
Der Präsident der Republik Giorgio Napolitano spricht anlässlich der Ordensvergabe 2010.

Zwischen 1901 und 2011 wurden insgesamt 2697 Ritter der Arbeit ernannt. Jährlich kommen am Tag der Republik, dem 2. Juni, 25 neue hinzu. Zahlreiche Ritter sind in der Federazione Nazionale dei Cavalieri del Lavoro organisiert.
Der restriktiven Vergabe des Ordens entsprechend exklusiv ist der Kreis der Ausgezeichneten. Darunter befinden sich Persönlichkeiten wie etwa Giovanni Agnelli (1977), Silvio Berlusconi (1977–2014), der dem Orden bis zur Aberkennung auch seinen Spitznamen Cavaliere verdankte, Enzo Ferrari (1952), Guglielmo Marconi (1902) oder Valentino (1996).